# كيفن إيوبانكس
كيفن إيوبانكس (بالإنجليزية: Kevin Eubanks)‏ هو عازف قيثارة جاز وعازف قيثارة أمريكي، ولد في 15 نوفمبر 1957 في فيلادلفيا في الولايات المتحدة.

## وصلات خارجية
- الموقع الرسمي
- كيفن إيوبانكس على موقع IMDb (الإنجليزية)
- كيفن إيوبانكس على موقع ميوزك برينز (الإنجليزية)
- كيفن إيوبانكس على موقع إن إن دي بي (الإنجليزية)
- كيفن إيوبانكس على موقع أول ميوزيك (الإنجليزية)
- كيفن إيوبانكس على موقع ديسكوغز (الإنجليزية)
- كيفن إيوبانكس على موقع قاعدة بيانات الفيلم (الإنجليزية)